# Pan de flama

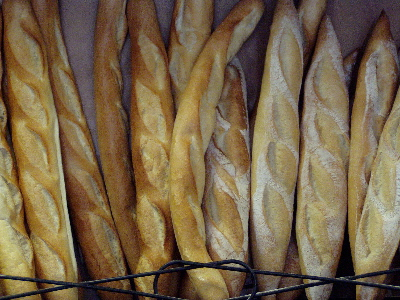
La típica baguette es una variedad de pan de flama

En la panadería española, el pan de flama es el nombre técnico para la clase de panes que se caracterizan por una mayor proporción de agua, lo que los vuelve más perecederos pero también más ligeros. Es una masa básica de panadería, tipo «estándar». Algunos panes tipo flama son la chapata, la baguette o el pan de payés. En España, es considerado como «el pan común». También es denominado pan de miga blanda, en contraposición al pan de miga dura (llamado popularmente bregado o candeal). A diferencia de estos panes candeales, los panes de flama tienen mayor alveolatura y más irregular en forma y tamaño. Su corteza es fina pero igualmente crujiente. En la actualidad, la barra de pan de flama es el producto panadero más vendido en España.
Los panes de flama se elaboran a partir de harinas flojas (de poca fuerza) de trigo. Esta distinción entre migas blandas y duras es notablemente perceptible durante el proceso de amasado. El mismo nombre lo dice: las masas blandas tendrán una consistencia más líquida, mientras que las duras requieren más esfuerzo de mano. Para la producción industrial, por lo general, la masa de flama no necesita del refinado con cilindros que se suele aplicar a las masas duras. 
España cuenta con una gran diversidad de panes regionales, e históricamente los panes de flama son los más habituales (aunque no exclusivos) del oriente español: las Islas Baleares, Cataluña, Valencia, Aragón, Navarra, La Rioja y Murcia. En cambio los candeales son los panes protagonistas en las panaderías de Andalucía, Castilla-La Mancha, Extremadura y Castilla y León. Tradicionalmente, la España Verde comprende unas variedades particulares de pan, fruto de la adaptación del trigo, el centeno, el maíz, etc. al clima atlántico, entre los cuales cabe destacar el IGP Pan gallego. Cabe decir que en todas las zonas conviven candeales con flamas.
«Pan de flama» es una de las tres clases de pan definidas en el Reglamento de calidad del pan en España, junto con el «pan bregado» y el «pan especial» (que incluye el pan integral, enriquecido, de molde, colines y otros productos de panadería). La producción del pan de flama suele darse, aunque no necesariamente, de forma industrial. Esto es porque a diferencia del pan de miga dura, el pan de flama admite bien la mecanización de su elaboración, lo que lo vuelve un producto más cómodo y rentable de gestionar. La frecuente adición de aditivos alimentarios, así como altas dosis de levaduras para acortar los tiempos de producción recae negativamente en la calidad final del pan de flama.

## Lista de panes de flama
En cada región, el método de elaboración del pan de flama difiere en gran medida. Algunos panes de flama de España, y de dónde son típicos:
- El pa de pagès y demás hogazas catalanas, como el pa de colzes o el pa de crostons
- Llonguet de Cataluña e Islas Baleares
- En La Rioja, el pan de flama es conocido como «pan hueco», también conocido como chozne o pistola
- Pan de estrella
- Taja de Navarra
- Chusco
- Pan de huerta y pataqueta de Valencia
- Molletes de Andalucía
- Pan gallego, pan de Cea, pan de Ousá
- Pan redondo y pan de cinta de Zaragoza
- Pan de tres moños de Huesca
- Pistola (Madrid), baguette y la mayoría de barras
- Pan francés
- Pan de riche en Valladolid[10]
- El pan de cristal sería un extremo, por su alta hidratación
- ...etc.